# Andrei Nițu
Andrei Nițu (n. 10 iunie 1987, București, România) este un jucător de fotbal român care evoluează la CSA Steaua București. A jucat două meciuri în Liga I pentru Dinamo București.